# توبياس تولين
توبياس تولين (مواليد 5 يوليو 1995) هو لاعب كرة يد سويدي يلعب في نادي جوج ومنتخب السويد.

## روابط خارجية
- توبياس تولين على موقع الاتحاد الأوروبي لكرة اليد (الإنجليزية)
- توبياس تولين على موقع اللجنة الأولمبية السويدية (السويدية)